# 石灰壇
石灰壇（いしばいのだん）は、京都御所清涼殿にある天皇が伊勢神宮と内侍所に毎朝の御拝（毎朝御拝）の宮中祭祀をするための施設である。

## 概要
京都御所清涼殿の東南隅に設けられた一画で、床板を張らずに床の高さまで盛り上げた地面を漆喰で塗り上げている。殿内であっても庭上の地面にいることを表したもので、平安朝以降の歴代天皇は毎朝必ずこの石灰壇より伊勢神宮と内侍所に向かって祈りを捧げた。石灰壇の成立以前は元旦四方拝と同じく天皇自ら毎朝庭上に降り立って庭上下御の祭祀をしていたことが推察されている。

## 歴史
平安宮「石灰壇」は火災により焼失したが、再建された「閑院内裏」（建暦造営）の清涼殿、その後の「二条富小路内裏」（文保元年造営）の清涼殿においても「石灰壇」は再建された。しかし、その後は里内裏となり、清涼殿自体に中絶期間があった。ようやく「応永度内裏」で清涼殿は再興されるが、天正度、慶長から宝永度内裏まで「石灰壇」は再興されなかった。中絶期間中は「御帳之間」の御帳台の傍らに御屏風二帖を廻らして「石灰壇代」とした。江戸時代の光格天皇に至り寛政復古内裏において「石灰壇」は復元され、以後の安政内裏においても復元された。